# Centris caesalpiniae
Centris caesalpiniae är en biart som beskrevs av Cockerell 1897. Centris caesalpiniae ingår i släktet Centris och familjen långtungebin. Inga underarter finns listade.